# 帕拉达·楚查瓦乔迪功
帕拉达·楚查瓦乔迪固（羅馬化：Parada Chutchavalchotikul），昵称First，别名First Surasak，泰国第3电视台旗下著名泰國男演員兼歌手。